# Liste de gares en Autriche
Cette liste de gares en Autriche est une liste alphabétique des gares et haltes situées sur les lignes ferroviaires établies en Autriche.
- Haut – A
- B
- C
- D
- E
- F
- G
- H
- I
- J
- K
- L
- M
- N
- O
- P
- Q
- R
- S
- T
- U
- V
- W
- X
- Y
- Z

## F
- Feldkirch : 
  - Gare de Feldkirch,
  - Gare de Feldkirch-Altenstadt,
  - Gare de Feldkirch-Gisingen,
  - Gare de Feldkirch-Tisis.

## G
- Gare centrale de Graz

## I
- Gare centrale d'Innsbruck.

## S
- Gare centrale de Saint Pölten.
- Gare centrale de Salzbourg

## T
- gare de Tulln.

## V
- Vienne :
  - Gare de Vienne-Aspern Nord,
  - Gare centrale de Vienne,
  - Gare de Südtiroler Platz-Hauptbahnhof,
  - Gare de l'Ouest (Vienne),
  - Gare de Vienne-Franz-Josefs,
  - Gare de Vienne-Praterstern.
- Gare centrale de Villach.